# Aguateca

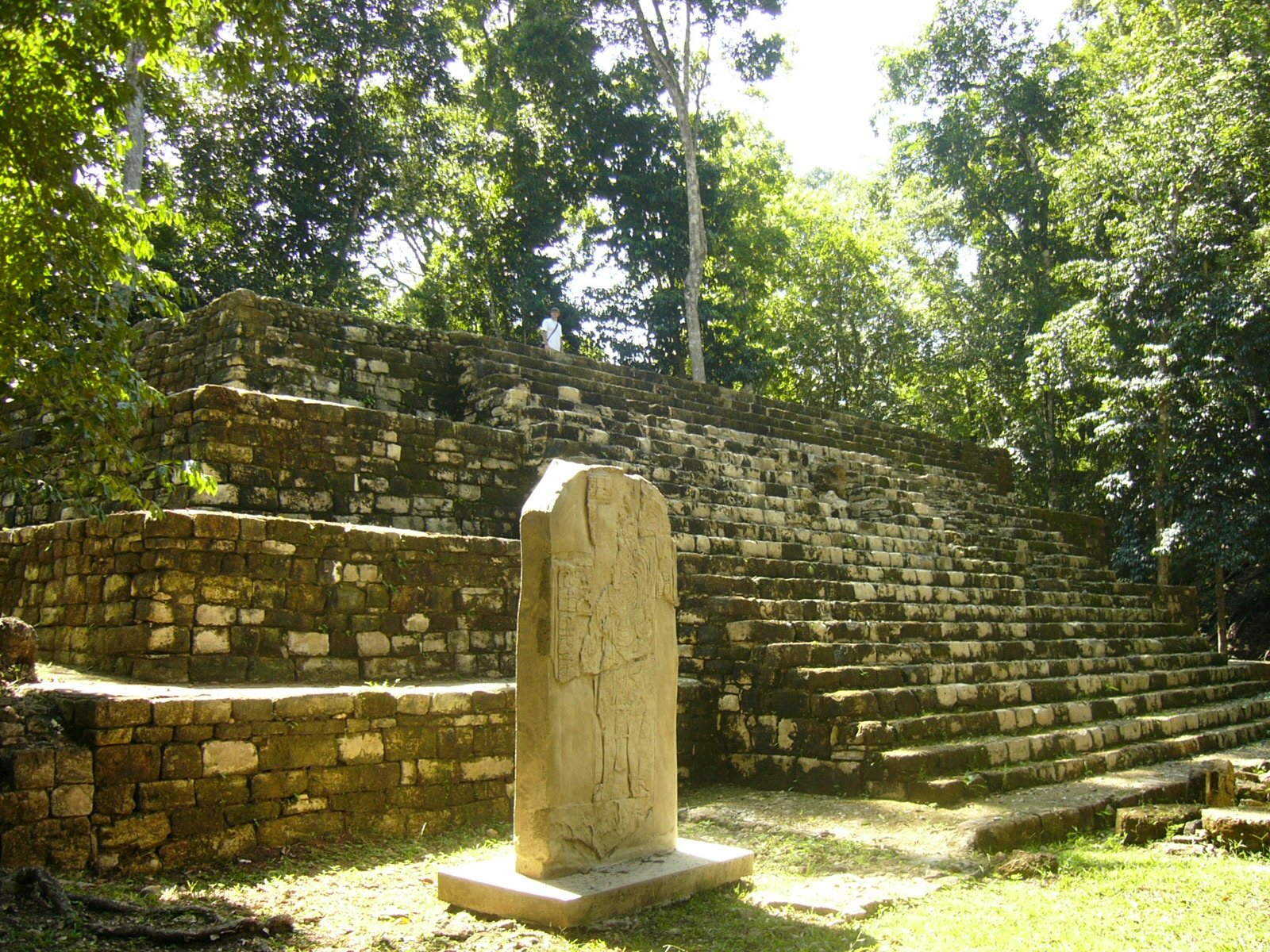
Główny plac w Aguatece ze stelą

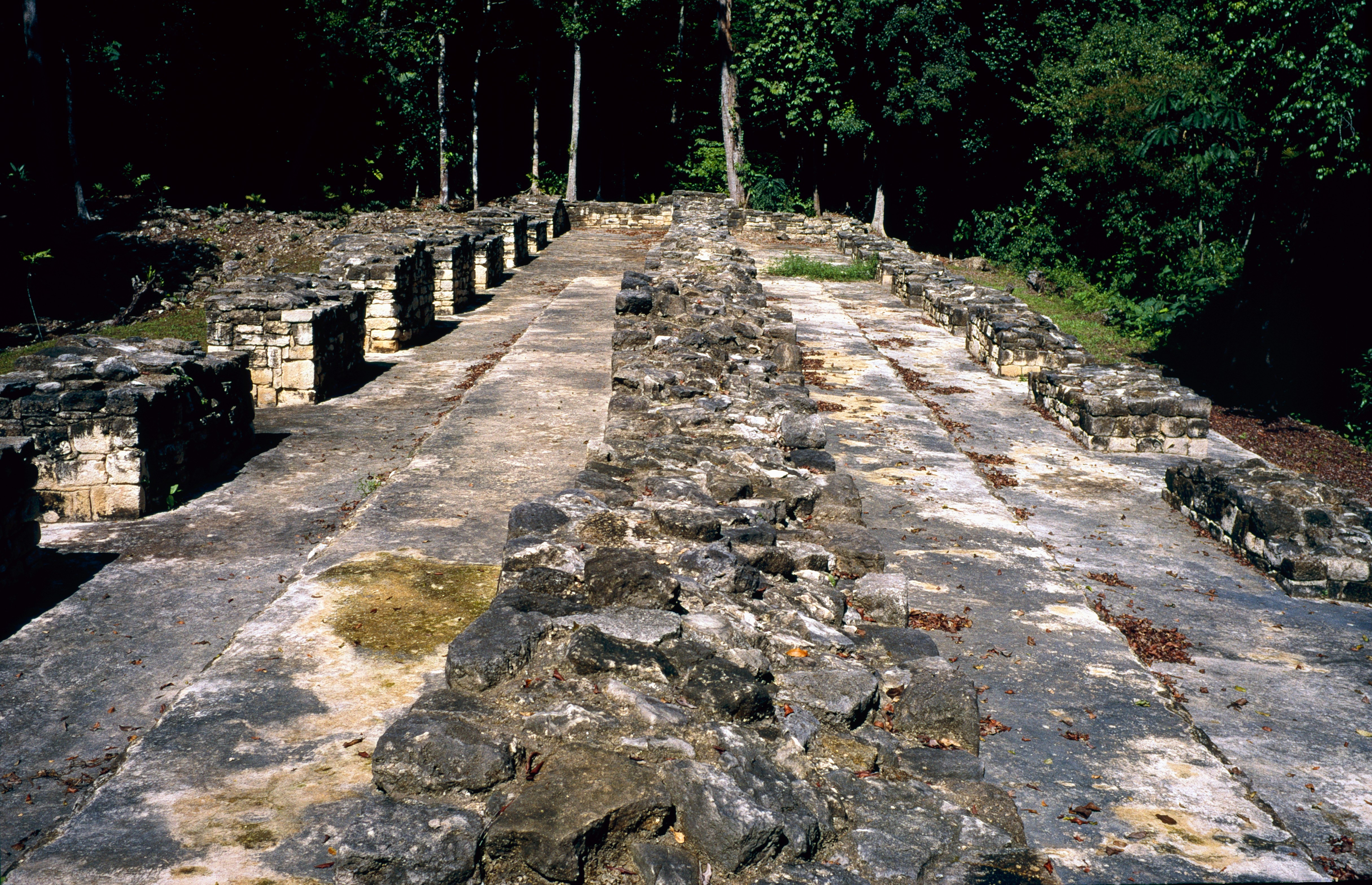
Ruiny w Aguatece

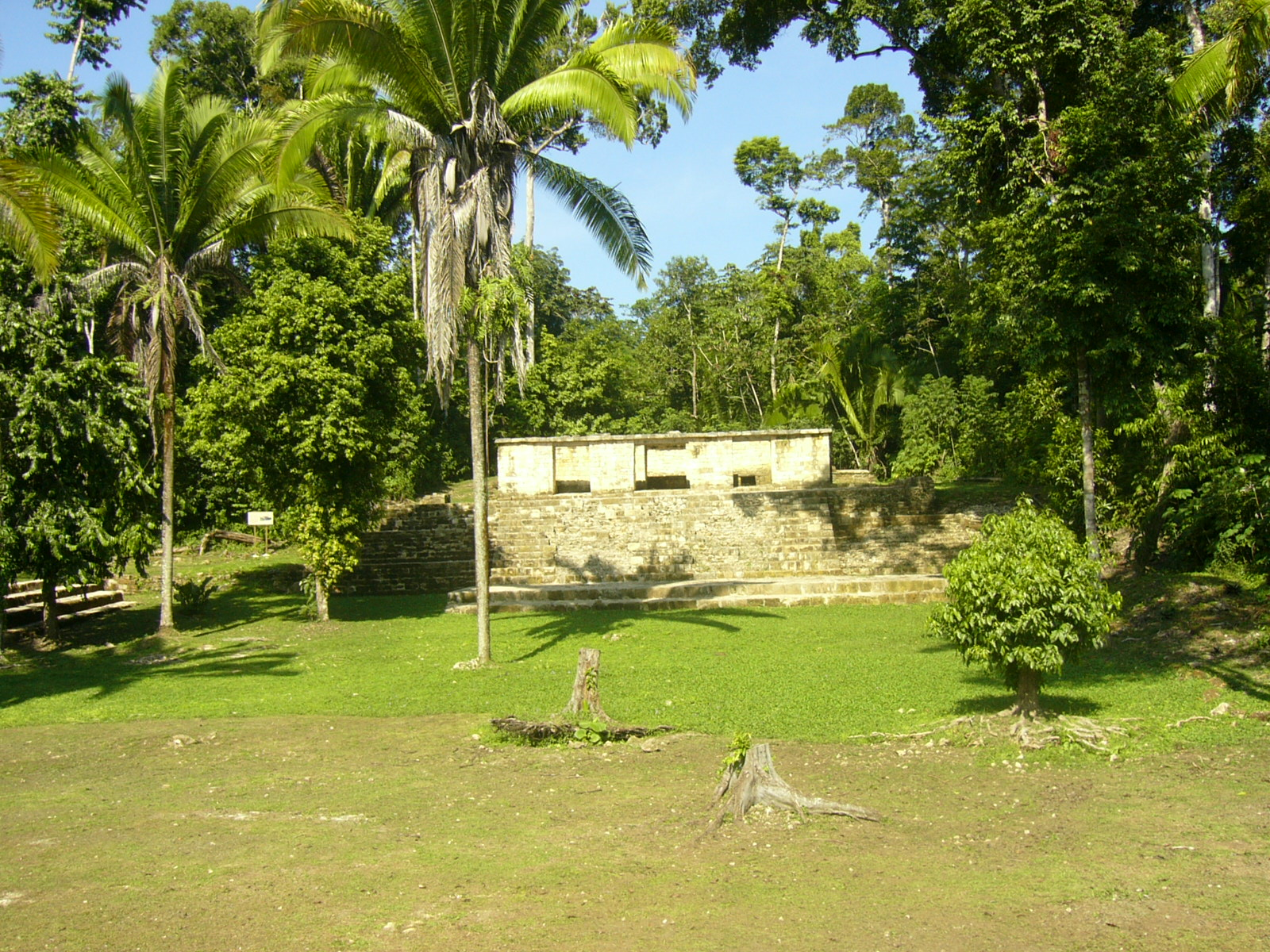
Pałac w Aguatece

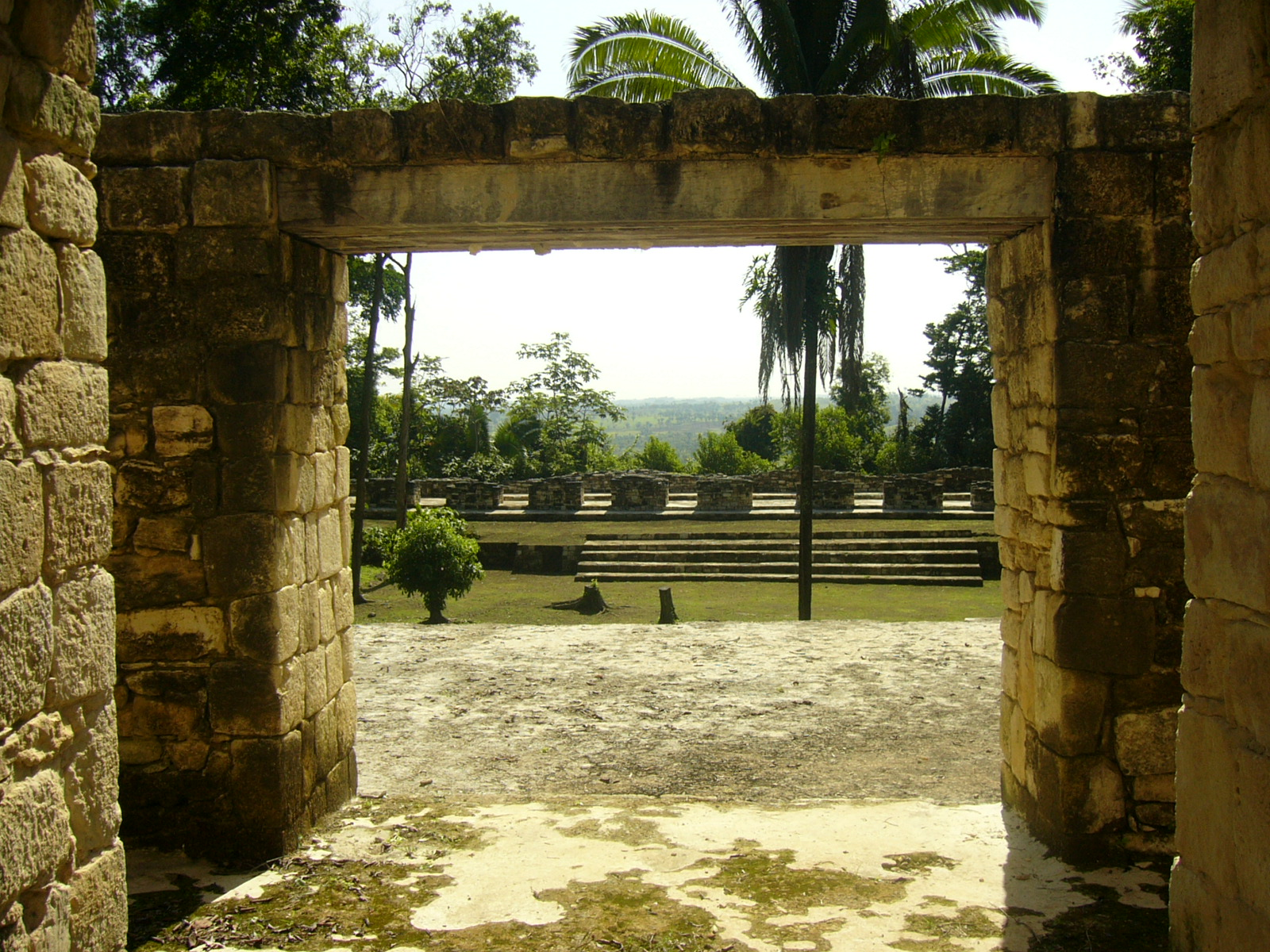
Widok z pałacu w Aguatece

Aguateca – miasto majańskie położone w departamencie Petén na północy Gwatemali.
Pierwsze ślady osadnictwa na terenie Aguateki pochodzą z późnego okresu preklasycznego (300 p.n.e.–250 n.e.), we wczesnym okresie klasycznym (250–600) miejsce to zostało jednak prawie całkowicie opuszczone. W późniejszym okresie miasto dostało się w orbitę wpływów rezydujących w Dos Pilas władców panujących nad doliną Petexbatún, stopniowo zyskując na znaczeniu. Kiedy w 760 roku Dos Pilas zostało zniszczone przez najeźdźców, stolicę królestwa przeniesiono do Aguateki.
Zajmujące powierzchnię 0,7 km² miasto położone było na zapewniającym naturalne warunki obronne płaskowyżu, chronione od wschodu przez pionową ścianę skalną o wysokości 10–20 m, od zachodu zaś przez rozpadlinę o głębokości do 60 m i szerokości 5–15 m. Otoczono je ponadto ciągiem murów o długości prawie 5 kilometrów. Na stanowisku odsłonięto ruiny 157 różnych struktur, odkryto także liczne stele z reliefami figuralnymi i inskrypcjami. Z inskrypcji tych znane jest imię władcy Tan Te’ K’inicha, panującego przez kilkadziesiąt lat od 770 roku. Pozyskany w trakcie prac wykopaliskowych bogaty materiał archeologiczny obejmuje ponad 1000 kamiennych narzędzi, kilkadziesiąt naczyń ceramicznych i ozdób z muszli, a także figurki, przybory pisarskie i instrumenty muzyczne.
Między 810 a 830 Aguateka została zniszczona przez nieznanych bliżej najeźdźców, którzy splądrowali i spalili miasto. Atak miał charakter nagły, mieszkańcy uciekli w pośpiechu, pozostawiając swój dobytek. Miasto nie zostało nigdy ponownie zasiedlone, a jego ruiny z czasem porosła dżungla.
Ruiny miasta zostały odkryte w 1957 roku przez Jesúsa Segurę. Jako pierwszy przebadał je w latach 1959, 1960 i 1962 Ian Graham, sporządzając pierwsze plany i dokumentację fotograficzną stanowiska. Inskrypcje na stelach badali Merle Greeene Robertson (1972) oraz Steven Perry (1981). Kompleksowe badania archeologiczne na stanowisku przeprowadzono w latach 1984, 1990–1993 i 1996–2006.